# Castelo de Castromembibre
O Castelo de Castromembibre localiza-se no município de Castromembibre, província de Valladolid, na comunidade autónoma de Castela e Leão, na Espanha.

## História
Atualmente quase que totalmente desaparecido, subsistem apenas os restos de um torreão de planta circular.